# ガミジン

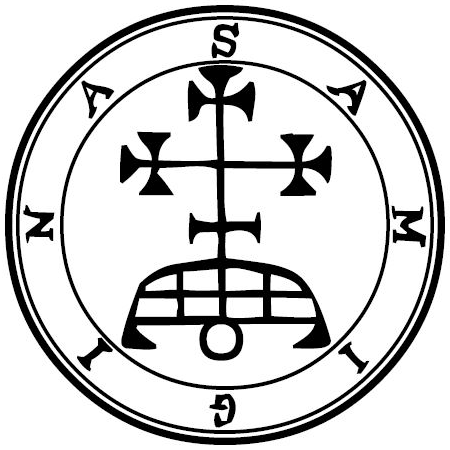
『ゴエティア』に記されたサミジナ(Samigina) のシジル

ガミジン (Gamigin) またはガミュギュン (Gamygyn) は、悪魔学における悪魔の一人。

## 概要
サミジナ(Samigina)とも呼ばれる。『ゴエティア』によると序列4番の地獄の大侯爵。30の悪魔の軍団を率いるという。
召喚されると、小さなウマもしくはロバの姿で現れる。人間の姿を取ると、しわがれた声で話す。諸学問に関する知識を与え、罪に死した者の魂を呼び寄せる力を持つ。召喚者の質問に明瞭に答えようとし、また、召喚者の望みを叶えるまでその元に留まるとも言われている。